# 포켓몬스터 에메랄드
《포켓몬스터 에메랄드》(일본어: ポケットモンスター エメラルド 포켓토몬스타 에메라루도[*])은 게임프리크가 제작하고 주식회사 포켓몬 닌텐도에서 발매한 《포켓몬스터 시리즈》 게임이다.

## 달라진 점
- 루비·사파이어 버전의 스토리를 통합하여 마그마단, 아쿠아단이 동시에 악당으로 등장하며 포켓내비에 엔트리콜이라는 기능이 추가되어 등록된 트레이너뿐만 아니라 체육관 관장하고도 연락을 할 수 있다. 또한 레쿠쟈 관련 이벤트가 새로 추가되었다.

- 루비·사파이어에서는 각 한마리씩만 잡을 수 있던 그란돈과 가이오가를 동시에 잡을 수 있게 되었다.

- 배틀타워를 계승한 배틀프런티어라는 새로운 장소가 추가되어 여러 종류의 배틀을 할 수 있고 배틀포인트를 따서 상품을 살 수 있게 되었다.

- NPC가 추가되거나 위치 및 맵이 일부 변경되었다.

- 전 지역의 콘테스트 홀에서 랭크 선택을 할 수 있게 되었다.(루비·사파이어에서는 지역마다 랭크가 지정되어 있다.)

- 잿빛도시, 잔디마을, 단풍마을의 콘테스트 홀이 배틀타워로 바뀌였다.

- 인트로에 포켓몬에 나오는 루리리에서 연꽃몬로 바뀌었다.

- 주인공이 입고 있는 옷의 색상이 달라졌다.

- 리그 챔피언이 다이고(나성호)에서 미쿠리(윤진)로 바뀌었다.

- 와이어리스 커뮤니케이션 기능이 추가되어 포켓몬센터 2층의 링크 케이블 교환, 대전, 레코드 메뉴가 통합되었다.

### 배틀프런티어
배틀프런티어에는 아래와 같은 7가지 장소가 있다.
- 배틀타워

- 배틀돔

- 배틀팰리스

- 배틀아레나

- 배틀팩토리

- 배틀튜브

- 배틀피라미드

## 평가
| 평가 |         |
| --- | ------- |
| 통합 점수 통합사 점수 게임랭킹스 76.65% [ 1 ] 메타크리틱 76 [ 2 ] 평론 점수 평론사 점수 1UP.com 7/10 [ 3 ] EGM 7.17/10 [ 1 ] 게임 인포머 6.5/10 [ 1 ] 게임스팟 7.5/10 [ 4 ] IGN 8/10 [ 5 ] 닌텐도 파워 3.5/5 [ 1 ] |         |
| 통합 점수 |         |
| 통합사 | 점수    |
| 게임랭킹스 | 76.65%  |
| 메타크리틱 | 76      |
| 평론 점수 |         |
| 평론사 | 점수    |
| 1UP.com | 7/10    |
| EGM | 7.17/10 |
| 게임 인포머 | 6.5/10  |
| 게임스팟 | 7.5/10  |
| IGN | 8/10    |
| 닌텐도 파워 | 3.5/5   |